# Lawrence Quaye
Lawrence Awuley Quaye, w Katarze znany jako Anas Mubarak (arab. أنس مبارك, ur. 22 sierpnia 1984) – katarski piłkarz pochodzenia ghańskiego, występujący na pozycji pomocnika w klubie Al-Gharafa.

## Kariera piłkarska
Lawrence Quaye urodził się w stolicy Ghany – Akrze. Jest wychowankiem klubu Liberty Professionals. W 2003 przeszedł do francuskiego AS Saint-Étienne. Po ponad roku powrócił do zespołu Liberty. W 2006 trafił do syryjskiej drużyny Al-Ittihad. Od 2007 gra w barwach katarskiego Al-Gharafa, który występuje w rozgrywkach Qatar Stars League.
Lawrence Quaye występował w młodzieżowej reprezentacji Ghany. Jednakże w 2010 zadebiutował w dorosłej reprezentacji Kataru. W 2011 został powołany do kadry na Puchar Azji rozgrywany właśnie w Katarze. Jego drużyna wyszła z grupy, zajmując 2. miejsce, jednak odpadła w ćwierćfinale z późniejszym mistrzem – Japonią.